# Saturnus metonidia
Saturnus metonidia är en fjärilsart som beskrevs av William Schaus 1902. Saturnus metonidia ingår i släktet Saturnus och familjen tjockhuvuden. Inga underarter finns listade i Catalogue of Life.